# Alexandre Awi Mello
Alexandre Awi Mello, ISch (Rio de Janeiro, 17 de janeiro de 1971) é presbítero brasileiro da Igreja Católica Romana. Atualmente é o superior geral do Instituto Secular dos Padres de Schoenstatt.

## Vida
Alexandre Awi Mello se juntou ao Instituto Secular dos Padres de Schoenstatt em 1992, e estudou Filosofia e Teologia Católica na Pontifícia Universidade Católica do Chile, em Santiago de Chile. Recebeu, em 7 de julho de 2001, o sacramento da Ordem no Santuário da Mãe Três Vezes Admirável de Schoenstatt, no Rio de Janeiro, por imposição das mãos de Dom Karl Josef Romer, bispo auxiliar da Arquidiocese de São Sebastião do Rio de Janeiro.
Depois foi vigário de paróquia na freguesia de Nossa Senhora das Dores em Santa Maria. Mello também trabalhou como assessor para o apostolado juvenil do Movimento de Schoenstatt no sul e sudeste do Brasil e como diretor nacional do Movimento de Schoenstatt no Brasil. Em 2000, Alexandre Awi Mello obteve um grau na teologia católica da Escola Superior de Filosofia e Teologia de Vallendar, Alemanha. Ele então começou um doutorado em Mariologia no International Marian Research Institute da Universidade de Dayton, nos Estados Unidos.
Além disso, Mello foi Professor de Teologia Pastoral e Teologia sistemática no Instituto Paulo VI de 2002 a 2004 em Londrina e de 2005 a 2009 na Pontifícia Universidade Católica do Paraná em Curitiba. Desde 2012 é professor do Centro Universitário Salesiano de São Paulo.
O Papa Francisco o nomeou Secretário do Dicastério para os Leigos, a Família e a Vida em 31 de maio de 2017. Em 13 de novembro de 2020, o Papa Francisco também o nomeou assessor da Pontifícia Comissão para a América Latina.
Em 18 de agosto de 2022, o 6º Capítulo Geral do Instituto Secular Padres de Schoenstatt elegeu o P. Alexandre Awi Mello como seu superior geral, por um período de 6 anos.